# Disterigma alaternoides
El capulí silvestre, flapilla o albricias (Disterigma alaternoides) es una especie de planta de la familia Ericaceae, que se encuentra en Panamá, Colombia, Venezuela, Ecuador, Perú y Bolivia, entre los 1500 y los 3500 m s. n. m.

## Hábitat
Vive en el bosque húmedo premontano y montano, subpáramo y páramo.

## Descripción
Es un arbusto bejucoso de 3 m de altura. Las hojas son de color verde oscuro en la haz, con envés claro, coriáceas. Inflorescencia fasciculada, rodeada por una serie de brácteas pequeñas. Flores pequeñas con corola amarilla. Fruto en cápsula, hasta de 1 mm de diámetro, blanco traslúcido o rosado a morado rojizo o vinotinto, comestible.